# Asclépiodote d'Alexandrie
Pour les articles homonymes, voir Asclépiodote.
Asclépiodote d'Alexandrie (en grec ancien Άσκληπιόδοτος) était un philosophe grec néoplatonicien qui vivait dans la seconde moitié du Ve siècle.

## Biographie
Il était natif d'Alexandrie et a étudié sous l’autorité de Proclos à Athènes. Il a finalement déménagé à Aphrodisias où il a maintenu une école philosophique conjointement avec un autre homme également appelé Asclépiodote, dont il a épousé la fille, Damiane. Il a écrit un commentaire sur le Timée de Platon, qui a toutefois été perdu.
Asclépiodote a instruit Damascios, qui le décrit en termes désobligeants, en partie à cause de son mépris pour les traditions des oracles :

« L'esprit d'Asclépiodote n'était pas parfait, comme la plupart des gens pensaient. Il était extrêmement pointu pour poser des questions, mais beaucoup moins compréhensible dans ses explications. Son intelligence était inégale, en particulier quand il s'agissait de choses divines – le concept invisible et intelligible de la haute pensée de Platon. Même s’il voulait aller dans le domaine de la sagesse supérieure – l’orphique et les traditions chaldéennes qui transcende le sens commun. »

Lui et son épouse ont visité le sanctuaire d'Isis à Menouthis en Égypte, afin de guérir Damiane de l'infécondité. On a constaté la naissance d’un bébé, mais les chrétiens locaux ont affirmé qu'il avait été acheté par une prêtresse, et utilisé l'affaire comme un prétexte pour détruire le sanctuaire.